# Estación de Andover
La Estación de Andover sirve a la ciudad de Andover, Hampshire, Inglaterra. Está localizada en el punto kilométrico 66 millas 19 cadenas (106,2 km) de la Línea Principal del Oeste de Inglaterra que se dirige hacia la Estación de Waterloo en Londres, siendo operada por la compañía South Western Railway.
Según las estadísticas de la Oficina de Regulación Ferroviaria sobre tendencias ferroviarias para el año 2019-20, se realizaron 1.152.576 salidas y entradas de viajeros en la estación de tren de Andover, lo que la convierte en la decimoquinta estación de tren más utilizada en el condado de Hampshire (incluidas las áreas de la autoridad unitaria de Portsmouth y Southampton).

## Historia

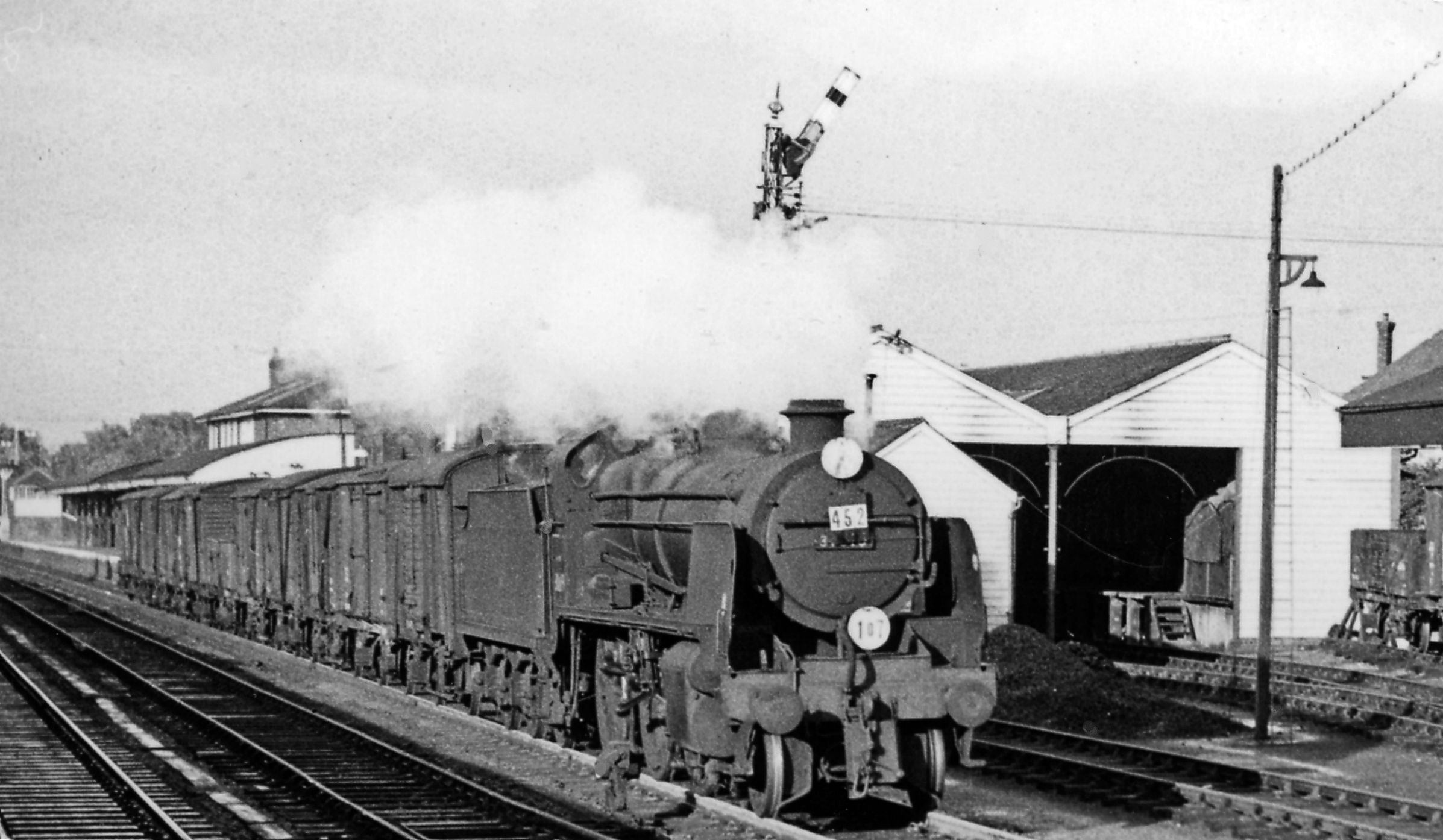
Tren de mercancías en 1962

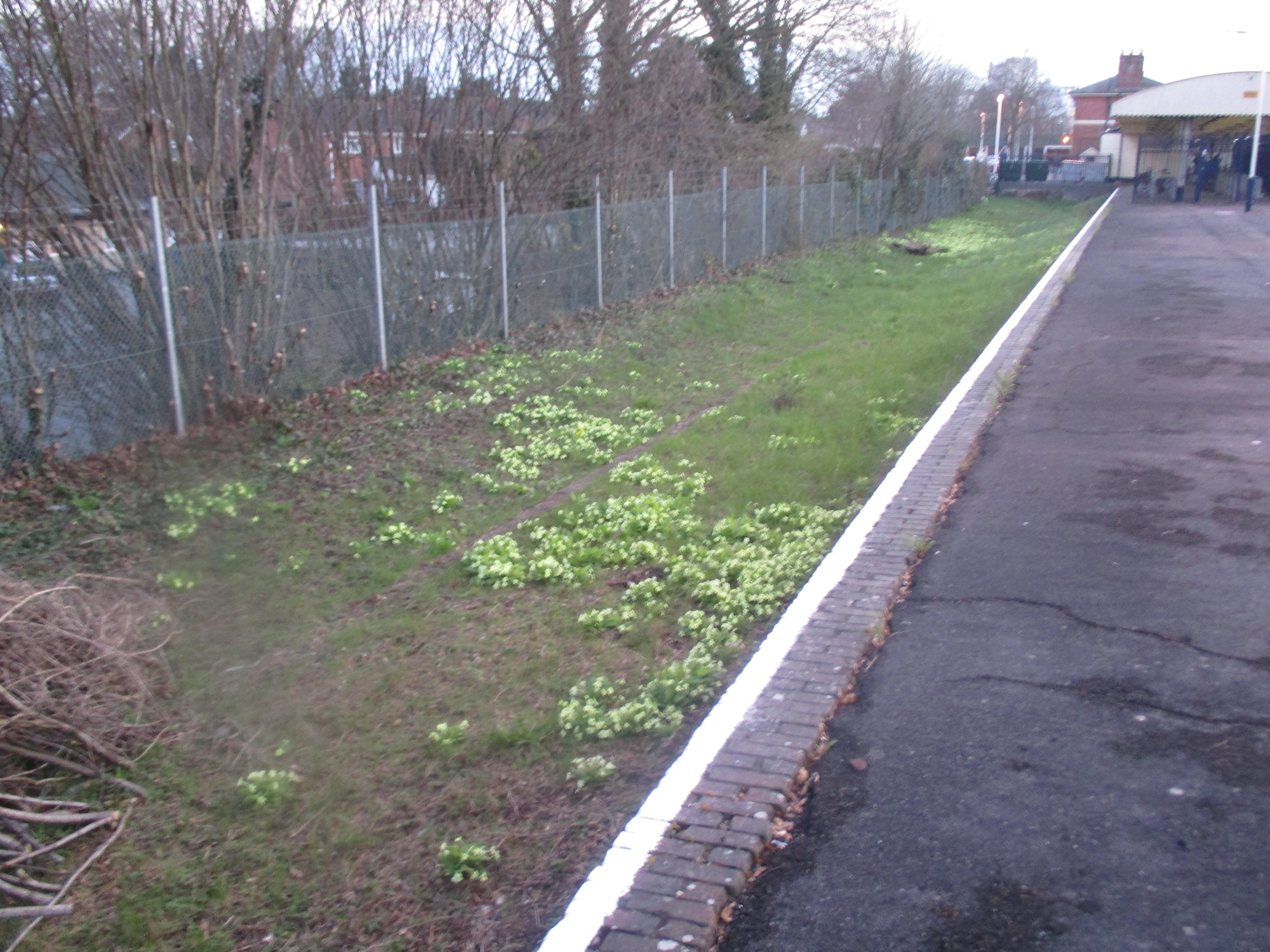
Un andén en desuso en el extremo este de la estación

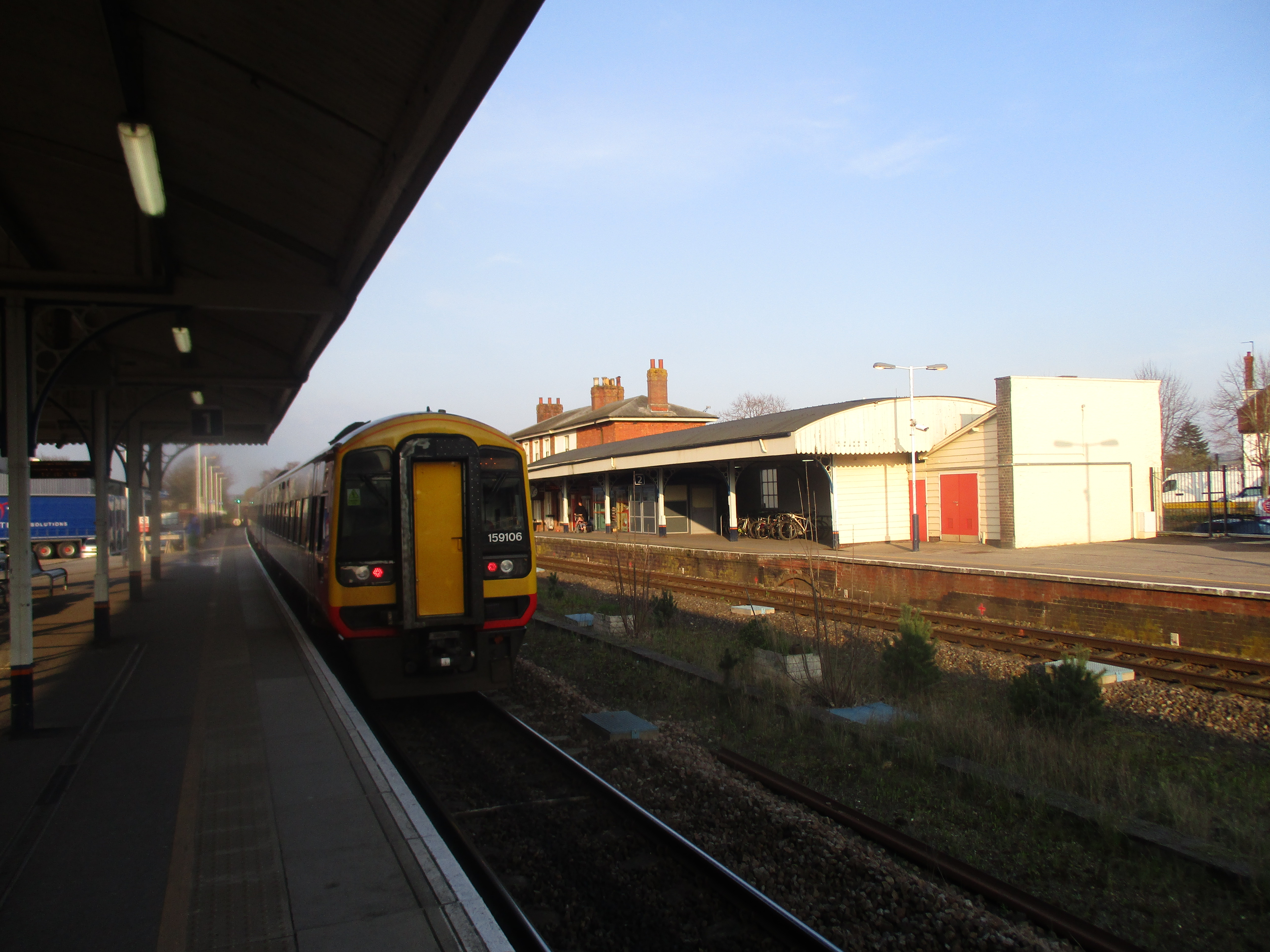
Un tren con destino a Waterloo en 2017

La estación se inauguró el 3 de julio de 1854, habiendo sido anteriormente conocida como Andover Junction, ya que se encontraba en la conexión de la Línea Exeter-Londres y el ahora desaparecido Ferrocarril de Enlace Midland y Suroeste (M&SWJR) que discurría por Cheltenham, Swindon y Andover, para finalizar en la Estación de Southampton Terminus. Andover tenía una segunda estación, Andover Town, situada al sur de la estación de conexión en la línea a Redbridge, también conocida como Línea de Sprat y Winkle. Esta ruta fue víctima del Plan Beeching en septiembre de 1964, tres años después de que los trenes de pasajeros fueran retirados de la línea del M&SWJR.
Inaugurada por el Ferrocarril de Londres y del Suroeste (LSWR), se convirtió en parte del Ferrocarril del Sur en 1923 a raíz de haberse decretado la Agrupación de compañías. La estación luego pasó a integrarse en la Región Sur de British Rail al estatalizarse los ferrocarriles en 1948.
Cuando se introdujo la sectorización en la década de 1980, la estación fue atendida por Network SouthEast, hasta que se produjo la privatización de British Rail.

## Depósitos de locomotoras
El LSWR abrió un pequeño depósito de locomotoras a poca distancia de la bifurcación en 1854, que resultó dañado en 1856 por la explosión de la caldera de una locomotora. El Ferrocarril de Swindon, Marlborough y Andover (SM&AR) también construyó un depósito junto a la estación en 1882. El depósito del LSWR fue destruido por un incendio en 1896, siendo reemplazado por un depósito más grande junto al cobertizo del SM&AR en 1903. El depósito del SM&AR fue cerrado por la Región Occidental de los Ferrocarriles Británicos en 1958 y demolido poco después. El depósito del LSWR pertenecía a la Región Sur, y se mantuvo hasta junio de 1962.

## Servicios
El operador South Western Railway ofrece servicios en dirección este a la Estación de Waterloo en Londres y servicios en dirección oeste a Salisbury y a la Estación de Exeter St Davids. Los servicios limitados se ejecutan a través de Westbury a Yeovil Pen Mill.

## Diseño
Las entradas están en el lado sur de la estación, que consta de una taquilla, una sala de espera climatizada, tres máquinas expendedoras de boletos de autoservicio, un pequeño mostrador que vende bebidas calientes fuera de la estación, un casillero para bicicletas y una pequeña tienda. Hay cuatro entradas: una al este de la taquilla, que se usa cuando está cerrada; la propia taquilla; una entrada al oeste de la taquilla que antes se usaba para una camioneta de bebidas (ahora reubicada en el mostrador fuera de la estación); y una del aparcamiento. Este lado de la estación da al andén 2, con trenes que van en sentido oeste a Salisbury y Exeter St Davids.
A través de un paso inferior con rampas inmediatamente adyacente a la tercera entrada, como se indica arriba, se encuentra el andén 1, una plataforma en isla, que da servicio a los trenes que van en dirección este hacia Basingstoke y Londres. El andén 1 dispone de sala de espera, aseos y oficina de atención al pasajero.
Hay dos andenes en desuso. El primero es una bahía en el lado este del andén 2, que solía servir como parada a los trenes de la Línea de Redbridge on Sprat y Winkle, hasta que se canceló. La plataforma ferroviaria es claramente visible aún, pero la propia vía ha sido eliminada. El segundo está al otro lado de la isla en el andén 1, que solía servir al Ferrocarril de Enlace de Swindon, Midland y del Sudoeste. Este andén todavía tiene vías, ya que se sigue usando con fines militares para conectarse con las instalaciones de Ludgershall. Además, disponía de otras vías de apartadero, actualmente en desuso.